# Элустондо, Горка
Горка Элустондо Уркола (англ. Gorka Elustondo Urkola; 18 марта 1987, Беасайн) — испанский футболист, полузащитник.

## Биография

### «Реал Сосьедад»
Горка  — воспитанник молодёжной команды «Реал Сосьедад». Его дебют в Ла Лиге состоялся 20 декабря 2006 года в матче против «Сельты». В его первом профессиональном сезоне он отыграл в ещё пяти матчах.
В конце октября 2008 года Элустондо получил серьёзную травму колена, играя за «Реал Сосьедад» во втором дивизионе. Так что участие в остальной части сезона стало для него невозможным. Начало сезона 2009/2010, пропустил из-за проблем с лодыжкой; дебютный гол за «бело-голубых», забил в матче Сегунды против «Эльче» (1:2). 11 декабря 2011 года, был удалён за две жёлтые карточки в матче против «Вильярреала».

### «Атлетико Насьональ»
В 2017 году, стал игроком «Атлетико Насьональ». Дебютировал 10 августа 2017 года, в матче против Примеры A «Ла Экидад».

### «Атлетик Бильбао»
1 июля 2015 года, официально стал игроком «Атлетик Бильбао» и подписал контракт на три года. За команду дебютировал в матче Лиги Европы против «Шамаха» (0:0).

### «Райо Вальекано»
В 2018 году, присоединился к «Райо Вальекано», за команду дебютировал 2 февраля 2018 в матче Сегунды против «Осасуны». В декабре 2018 года, порвал крестообразную связку из-за чего был вынужден завершить карьеру.

### Национальная сборная
В составе сборной Испания (до 19 лет), стал победителем Чемпионата Европы (до 19 лет); на турнире сыграл в матчах против Турции, Португалии, Австрии.

## Титулы
Реал Сосьедад
- Сегунда: 2009/10

Атлетик Бильбао
- Кубок Испании: 2015/2016

Райо Вальекано
- Сегунда: 2017/2018

Испания (до 19 лет)
- Чемпионат Европы (до 19 лет): 2006